# 圣贝纳迪诺山口
圣贝纳迪诺山口 (德语：Sankt Bernhardinpass 意大利语：Passo di San Bernardino) 是位于瑞士格劳宾登州境内利旁廷阿尔卑斯山脉的一个山口。
圣贝纳迪诺山口从15世纪起便成为了交通要道。通过山口的圣贝纳迪诺山道把北面的施普吕根和后莱茵与南面的城市梅索科和贝林佐纳连接起来。该山道位于海拔2066米，是世界上最高的公路之一。圣贝纳迪诺山道具有挑战性的曲折弯道和一年四季的美景也让其成为了一个小有名气的旅游景点。山口正南的圣贝纳迪诺村也是一个著名的的四季游览地。山口下面一条长6公里的隧道于1967年通车，使穿过这一地区的旅行十分方便。